# Дикое поле (Поволжье)
Дикое поле — мало заселённые осёдлым населением степные и лесостепные территории Среднего Поволжья в XV—XVII вв.

## История
Дикое поле было занято до середины XIV — начала XV вв. оседлым населением (булгарами, буртасами, хазарами, мордвой, мещерой, русскими). Территория запустела в результате разорений монголо-татарскими кочевыми ордами и иными силами.
Как пишет Р. Г. Ахметьянов,

В конце XIV и начале XV, подвергалась опустошению и древняя территория Булгарии и Закамье.

К началу XV в. в дикое поле превратилась территория закамских и юго-западных частей современного Татарстана, юго-восточная часть современной Чувашии, южной половины современной Мордовии, а также Ульяновской, Самарской, Саратовской, Пензенской, Тамбовской, Липецкой, Воронежской, Курской, Орловской, Белогородской, Брянской и других областей.
Дикое поле было освоено оседлым населением после строительства засечных черт в XVII—XVIII вв.

## Северные границы поволжского Дикого поля
По писцовым книгам Свияжского уезда 1565—1567 годов устанавливается, что самые южные селения Правобережья Волги того времени доходили, в частности, до реки Кубни. Но отдельные селения были и южнее, например, Именево на Большой Буле.
В общем, о чёткой границе говорить не приходится, потому что осёдлые крестьяне «наездами» посещали более южные пахотные и иные земли и пользовались ими время от времени, когда относительно спокойно.
А на Левобережье Волги условной северной границей Дикого поля следует считать левый берег нижней Камы, до впадения в неё реки Белой.